# Böglyftet
Böglyftet är ett internetfenomen med ursprung från det svenska diskussionsforumet Flashback Forum. Där lades en bild  ut som visar två unga män i ett kamratligt eller homoerotiskt präglat lyft. Den laddades först upp på Bilddagboken men raderades snabbt när en av personerna på bilden upptäckte att den lagts ut för allmän beskådan. Då hade den redan hunnit sparats ner och spridningen av bilden på Flashback Forum var ett faktum. Fotot har blivit ett återkommande inslag i svensk nätkultur, särskilt bland Flashbacks användare. 
Bilden har fått kultstatus och används ofta som ett slags ironisk symbol för manlig vänskap, kroppskontakt och forumets egenartade humor. 
Forskare inom internetkultur har lyft fram Böglyftet som ett exempel på hur en till synes banal bild kan få stor betydelse inom ett slutet nätforum. Dess homoerotiska underton i kombination med dess vänskapliga ton gör den mångtydig och lämplig för både satir och identifikation. 

## Ursprung
Den 14 april 2008 fotades denna ikoniska bild. En dryg månad senare, 
den 18 maj, postades bilden i internetforumet Flashback. Tråden innehåller i skrivande stund över 300 sidor spekulationer kring bilden, dess bakgrund och motivets identitet.  Användare på forumet döpte snabbt bilden till Böglyftet, i enlighet med Flashbacks ofta provokativa men självironiska jargong. 
Det detaljrika fotografiet med bra upplösning är taget i ett vardagsrum i ett svenskt hem i Klippan. De mest kända objekten i fotot som varit föremål för diskussion, förutom personerna, är ett pumabord och en burk cider. De två männen på bilden var länge oidentifierade, vilket ytterligare har bidragit till dess mystiska och mytiska status. Med tiden lyckades Flashback Forums grävande användare få fram identiteten på dem. Nu är det därför känt att bilden porträtterar två killar från Klippan vid namn Jonathan och Sebastian. 

## Spridning och mediebevakning
Med tiden började Böglyftet användas som reaktionsbild i diskussioner på Flashback, särskilt i trådar som berör manlighet, sexualitet eller relationer. Bilden fick en ikonisk ställning och betraktas som en del av Flashbacks informella kulturarv. 
Under samma tid som tråden på Flashback var som hetast startades Böglyftsbloggen där även dess innehavare la ned mycket arbete på att få fram ursprunget till fotot. På Wordpress-sidan Crazy Swedes diskuterades och förklarades Böglyftets storhet på internet. På Reddit har fenomenet diskuterats i flera trådar. På en av världens största samlingssida för internetmemes, Know your meme, finns Böglyftet gestaltat.
Under 2020 uppmärksammades fenomenet i podden Flashback forever ledd av Emma Knyckare, Ina Lundström och "Scroll-Mia". Där har Böglyftet lyfts fram som ett återkommande exempel på Flashbacks absurda men charmiga kultur. I november 2020 ägnades ett helt avsnitt åt att gå igenom Flashback-tråden Historien om Böglyftet.
I poddens julkalender-serie med dagliga avsnitt baserade på tråden ”Historien bakom Böglyftet” medverkade bland annat urolog, konstvetare och internetforskare för att analysera bilden. I ett av avsnitten diskuterades Böglyftet ur ett kulturhistoriskt och humoristiskt perspektiv.
Poddens julkalender fick stort medialt genomslag. Aftonbladet beskrev den som ett "public service för nakenbilder" och beskriver hur de gräver i en “dickpic från 2008” som blivit en omfattande internetkulturfenomen. Göteborgs-Posten kallade bilden för "en riktig Flashback-klassiker", och noterade att kalendern även gavs ut som fysisk produkt i över 11 000 exemplar. 
Även Svenska Dagbladet och Sydöstran rapporterade om Böglyftets roll som kultfenomen och hur Flashback-användare i flera år försökt identifiera miljön i bilden genom detaljer som möbler, kroppsform och gardiner. 
Böglyftet har också dokumenterats i nätkultursdatabaser såsom Fandomsidan för Flashback Forever, gjord av Tobias Jonsson Boström, där bilden spåras till ett inlägg i maj 2008.
Genom åren har även Böglyftet fått spridning på sociala medier såsom Instagram och X (fd Twitter)

## Tolkningar
Flashback Forevers julkalender  vilken ritats av illustratören Kajsa Bergström Feiff visade en humoristiskt tecknad avbildning av fotot. Till kalendern finns 24 st poddavsnitt från Flashback Forever. Dessa publicerades 1–24 december 2020 på Spotify.   
På Reddit har Böglyftet diskuterats i flera trådar och bland annat har en användare designat en pepparkaksform föreställande de unga männen när de utför lyftet. I Flashback-tråden om Böglyftet skrev två användare en dikt om det kända verket. Denna musiksattes och låten Böglyftet – The Anthem skapades.
Även till RFSL har Böglyftet spridit sig, och i ett inlägg på Instagram använder de sig av det för att visa upp sin nya Böglyftsguide.
På Wordpress-sidan Crazy Swedes gestaltas flertalet Böglyfts-memes .  